# María Elena Meneses Rocha
María Elena Meneses Rocha  (1 de diciembre de 1961-14 de mayo de 2018) fue una periodista y profesora universitaria mexicana, profesora de Internet y medios en el Instituto Tecnológico y de Estudios Superiores de Monterrey. En el campus era docente y coordinadora de la Cátedra Sociedad de la Información, en la cual se investiga y consulta sobre los medios masivos de comunicación y tecnología. Estuvo casada y tuvo dos hijas. Vivió en la Ciudad de México.

## Biografía

### Educación
Meneses recibió su título en comunicación por la Universidad Iberoamericana y su maestría en ciencias políticas por la Universidad Nacional Autónoma de México (UNAM) y su doctorado en ciencias políticas y sociales en la UNAM.

### Carrera como periodista
Ella empezó su carrera como periodista. De 1984 a 1993 trabajó como comentarista, reportera y redactora con Canal 11 en México, siendo la titular en el noticiero Enlace. De 1995 a 2001 fue corresponsal en Univision, cubriendo política, economía e historias sociales en otras agencias tales como Noticiero Nacional, Despierta América y Última Hora. Siguió colaborando con entidades como CNN México, Antena Radio y El Universal. Ha intervenido en entrevistas en BBC Mundo, CNN México, TV Mórfosis de la Universidad de Guadalajara, Univision, TV Azteca y en otras como comentarista y escritora invitada.

### Carrera académica
Después de una carrera de 20 años en periodismo y medios masivos, decidió cambiar a lo académico. Por recomendación de un amigo, envió su currículum al Tec de Monterrey, Campus Ciudad de México en 2001 y se le ofreció la posibilidad de dar clases de tiempo completo. Ella quería enseñar pero no esperaba desarrollarlo a nada más. En 2002 le ofrecieron el puesto de directora de periodismo y medios masivos en la escuela, aceptó pensando que el puesto duraría solo unos años. En 2008, se convirtió en la coordinadora de Cátedra de la Sociedad de la Información, una organización de investigación y consulta del Tec de Monterrey. La investigación incluía proyectos como, medios, internet, cibercultura y nuevas tecnologías. Las consultas fueron ofrecidas al gobierno, ONG y la información tecnológica de la industria en nuevos canales que convergían, además incluía vídeoperiodismo, periodismo de emisión y periodismo en línea. Su trabajo de investigación la ha hecho miembro del Sistema Nacional de Investigadores —Nivel 1—.
Meneses fue autora de dos libros: Periodismo convergente.Tecnología, medios y periodistas en el Siglo XXI (2011) y Ciberutopías. Democracia, redes sociales y movimientos red, y coautora de Internet y campañas electorales en México. La oportunidad postergada con Jacob Bañuelos (2009). Ella ha contribuido con capítulos en libros como Perspectivas en Comunicación y Periodismo III (2013), TV Morfosis, hacia una sociedad de redes (2012), La sociedad de la información en Iberoamérica. Estudio Multidisciplinar (2012), Sociedad red en cultura tecnológica, Ciencia e innovación (2012), ¿Comunicación Posmasiva?: Revisando los entramados comunicacionales y los paradigmas teóricos para comprenderlos (2012), Panorama de la comunicación en México: Desafíos para la calidad y la diversidad (2010) y Perspectivas en comunicación y periodismo II (2009).
Complementando su trabajo en el campus, fue una de las directoras de Virtualis blog del periódico El Universal, en el cual comentó sobre tecnología y sociedad, miembro de organizaciones civiles como el Centro de Periodismo y Ética Pública y Fundación de Periodismo de Investigación (MEPI), y en la barra editorial del Periódico Electrónico —una revista de revisión por parejas de la Asociación para la educación en periodismo y comunicación masiva, División de Radio y Televisión—.
Fue juez para el premio nacional Gilberto Rincón Gallardo, y para el Premio Nacional de Periodismo. Fungió como presidenta de la Asociación Mexicana de Investigadores de la Comunicación en el periodo 2013 a 2015. Fue presentada en conferencias de temas referentes a conocimiento en sociedad, Internet y los medios.

## Obra

### Algunas publicaciones
- Meneses Rocha, M. E. (2015), Ciberutopías. Democracia, redes sociales y movimientos red. México: Tecnológico de Monterrey y Porrúa.[9]

- Meneses Rocha, M. E. (2011), Periodismo convergente. Tecnología, medios y periodistas en el Siglo XXI. México: Porrúa.[10]

- Meneses Rocha, M. E. & Bañuelos Capistrán, J. (2009). Internet y campañas electorales en México. La oportunidad postergada. Toluca: Instituto Electoral del Estado de México.